# جون فريدريك هربرت
جون فريدريك هربرت (بالإنجليزية: John F. Herbert)‏ هو سياسي أسترالي وبريطاني (وحمل سابقاً جنسية المملكة المتحدة لبريطانيا العظمى وأيرلندا)، ولد في 16 سبتمبر 1868، وتوفي في 26 يونيو 1943. حزبياً، نشط في حزب العمال الأسترالي (فرع جنوب أستراليا) ‏ وNational Party (South Australia) ‏. وقد انتخب عضو مجلس النواب جنوب أستراليا من الجمعية عن دائرة Electoral district of Wallaroo ‏ وقد انضم خلال فترته النيابية (10 فبراير 1912 – 5 أبريل 1918)  للكتلة البرلمانية حزب العمال الأسترالي (فرع جنوب أستراليا) ‏.